# Систем команди лета авиона
Систем команди лета авиона подразумева међусобно интегрисане подсистеме, који су у функцији управљања и преко којих се мења и одржава жељени режим кретања (лета) летелице. Преко њих пилот саопштава своју жељу о промени режима лета, а авион одговара са својим карактеристикама и извршава задату команду. Одступање одговора авиона, од жељеног, пилот уочава и коригује, са допунском командом. Заједно, пилот, команде лета и авион сачињавају затворену динамичку целину, која се међусобно усклађује, у реализацију жељеног режима лета. Са развојем ваздухопловства, то усклађивање је све савршеније и све је ближе јединственом „организму“, као код птица, чему човек тежи од давнина. На томе путу развоја, систем команди лета авиона је имао велике трансформације, сагласно развоју свих грана технике и са освајањем нових технологија.

## Коришћене физичке величине
- Основне

| {\displaystyle \ t} |  | време  |
| {\displaystyle \ l} |  | дужина |
| {\displaystyle \ m} |  | маса   |

- Изведене

| {\displaystyle \ R}                    |     | радијус заокрета                 |
| {\displaystyle {\ddot {x}}}            |     | убрзање, дуж „“ осе              |
| {\displaystyle {\ddot {z}}}            |     | убрзање, дуж „“ осе              |
| {\displaystyle {\ddot {y}}}            |     | убрзање, дуж „“ осе              |
| {\displaystyle {\dot {\theta }}}       |     | угаона брзина, око „“ осе        |
| {\displaystyle {\dot {\psi }}}         |     | угаона брзина, око „“ осе        |
| {\displaystyle {\dot {\phi }}}         |     | угаона брзина, око „“ осе        |
| {\displaystyle \mathbf {v} }           |     | брзина                           |
| {\displaystyle \ a}                    |     | убрзање                          |
| {\displaystyle \ g}                    |     | гравитација                      |
| {\displaystyle \ p}                    |     | статички притисак                |
| {\displaystyle \ q}                    |     | динамички притисак               |
| {\displaystyle \ F}                    |     | сила                             |
| {\displaystyle \ F_{p}}                |     | сила на палици/педалама          |
| {\displaystyle \ c}                    |     | крутост опруге                   |
| {\displaystyle \ G}                    |     | тежина                           |
| {\displaystyle \ R_{z}}                |     | сила узгона                      |
| {\displaystyle \ n={\frac {R_{z}}{G}}} | [—] | фактор аеродинамичког оптерећења |

## Опис и принцип
Пилот управља са свима системима на авиону, а коначно и са самим авионом, односно одређује путању и остале параметре његовог лета. То захтева посебну психо–физичку способност, увежбаност и знање. Гледано кроз историју развоја ваздухопловства, то је на почетку било вишеструко једноставније, у односу на савремене авионе са великим бројем система, радњи и са велики разликама између минималних и максималних брзина лета. Једино је остало исто то што пилот доноси коначне одлуке. На савременим авионима су интегрисани многи системи који пилоту олакшавају управљање авионом и растерећују га од сувишних радњи, које ни физички не може обавити, у захтеваном кратком временском периоду. Пилоту се олакшава управљање авионом, са интеграцијом система на бази достигнућа технолошког развоја у домену, рачунарства, аутоматике, вештачке интелегенције, роботике, експертних система итд. Развој тих система и њихова интеграција у функционални ланац пилот–систем и пилот–авион, у ствари је развојни пут система команди лета авиона, од првих једноставних до паметних и веома сложених.
Пилот је смештен у кабину авиона, на своје радно место, а код борбених авиона, везан је са посебним појасевима у пилотско седиште. Своје жеље, односно одлуке може пренети на авион и његове системе са мехничким радњама руку и ногу, покретом главе и са изговореним препознатљивим речима. У последње време се много истражује и управљање са покретом очију. На првим авионима, на почетку развоја ваздухопловства, било је управљање само са механичким радњама руку и ногу. Та чињеница је и одредила концепцију и техничка решења за команде лета. То је задржано и на данашњим авионима, а остала усавршавања су само додавана. Командни покрети руку и ногу пилота, преношени су на системе, такође механички, преко сајли, котурача и полуга, касније је увођен пренос преко електричних сигнала, прво преко аналогних електронских, касније дигиталних и сада се стигло преко преноса са светлосним сигналима. Сваки авионски систем је специфичан и по начину управљања, а ти остали управљачки системи, сви заједно се сврставају, у тако зване „секундарне команде“, а примарне су команде лета са аеродинамичким покретним површинама, у функцији континуалног подешавања аеродинамичких сила и момената у циљу одржања жељеног режима лета авиона на задатој путањи.
Сви улазни командни сигнали, који потичу од пилота, иницирају се у кабини и преносе према извршним подсистемима. Пилот саопштава улазне сигнале преко специфичних командних елемената интегрисаних у кабини.

### Примарне команде
Примарне команде лета служе за управљање са изменом аеродинамичких сила и момената авиона, у циљу реализације лета по жељеној путањи са жељеним параметрима. На измену аеродинамике се утиче са померањем делова крила и репних површина. На крилу су померљиви делови површине, близи краја његовог размаха и излазне ивице. На хоризонталном и вертикалном репу су класична решења са крмилом, а новија су са обртном целом површином.
 Све ове покретне површине се отклањају (обрћу) око својих „шарнирних“ оса. На авиону су обртне командне површине:
- крилца, на првој слици, обележена су са „А“,
- крмило хоризонталног репа, обележено са „C“ и
- крмило вертикалног репа, обележено са „D“.

Елементи у кабини, преко којих пилот иницира померање наведених обртних површна, обележено са „B“, су:
- палица и
- педале.

Крилца су покретни делови крила, на горњој првој слици. Диференцијално се отклањају, у функцији стварања разлике узгона на левом и десном полу–крилу, резултат чега је момент ваљања авиона, око његове уздужне осе. Хоризонтални реп/крмило је узгонска површина, постављена на завршном делу трупа авиона. Служи за уздужну стабилизацију и за уздужно управљање авионом. Вертикални реп/крмило је уграђено на завршном делу трупа авиона, у равни симетрије, ако је удвојен онда паралелно са њом. Служи за бочну стабилизацију и за управљање авионом у скретању.
Палица је повезана са крилцима и са хоризонталним репом/крмилом. Бочно отклањање палице се преноси на диференцијално отклањање крилаца. Када пилот отклони палицу надесно, крилце на десном полу–крилу, иде нагоре, а на левом надоле. Уздужно отклањање палице (у равни симетрије), преноси се на отклањање хоризонталног репа/крмила. Када пилот отклања палицу према себи хоризонтални реп/крмило се отклања тако што му излазна ивица иде нагоре (-) и обрнуто (+).
Код класичних борбених авиона, са избацивим седиштем са нормалним нагибом, пилотска палица је уграђена у равни симетрије авиона. Код савременијих авиона, са електричним преносом командног сигнала и са заваљеним седиштем, палица је смањена и постављена бочно, десно од пилота, као џојстик (енгл. Joystick). Код појединих путничких, туристичких и пословних авиона је уместо палице уграђен управљач налик на аутомобилски.
Педале су уграђене у продужетку ногу пилота, по сличном принципу као и код аутомобила. Оне су повезане са вертикалним репом/крмилом правца. Када се десна педала гура напред, крмило се отклања тако што му се излазна ивица креће удесно (+) и обрнуто (-). Овај принцип и решење су практично исти, за све врсте авиона и за све нивое њиховог развоја и савремености.

### Секундарне команде
Секундарне команде су све остале, које нису везане за померање пилотске палице и педала. Њима припадају и команде са прекидачима, уграђеним у рукохват палице. То су елементи преко којих пилот управља са појединим кључним системима у току лета и када не скида руку са палице. Секундарним командама припадају и оне команде које су везане за промену аеродинамике крила, при полетању и слетању авиона, то јест команде са преткрилцима и закрилцима.
Секундарним командама, поред ових за извлачења преткрилаца и закрилаца, припадају и за:
- погон (мотора),
- навигацију,
- аутопилот,
- наоружање,
- стајне органе,
- аеродинамичке кочнице,
- радио и друге системе везе,
- одбацивање спољних терета,
- активну и пасивну електронску заштиту,
- електро и електронску опрему,
- позив информација и података на показивачки систем,
- катапултирање пилотског седишта итд.

## Технологије команди лета

### Механичке
Механичке команде лета су прва технолошка решења, која су се користила на првим авионима у току ваздухопловне историје. Задржана су као најједноставнија решења на ултра-лаким авионима, где су се задржале мале силе, потребне за померање палице и педала. Код ових команди, све су компоненте механичке:

- палица/педале/ручице,
- сајле,
- котураче,
- полуге.

### Хидро–механичке
Са развојем ваздухопловства расле су брзине лета, прешле су у крозвучне и надзвучне области, са чиме су расли и шарнирни моменти командних површина. Са друге стране, аеродинамика је на тим брзинама у функцији измене густине ваздуха и аеродинамички центар (центар потиска) командне површине се нагло помера преко 50% њене тетиве, због чега се прешло на целообртне. У тим условима механичке команде лета, практично нису применљиве, због:
- великих сила на палици и педалама и
- због преласка центра потиска на другу страну шарнирне осе, што мења смер шарнирног момента па и сили на палици и онемогућава управљање.

Ова ограничења су постала препрека за даљи развој авиона. Решење је нађено са увођењем хидрауличког покретача командне површине, са неповратним дејством. При томе се шарнирни момент уравнотежава са силом хидропокретача, а на палици се осећа безначајан отпор трења у чворовима механичког преноса и у разводнику хидро уља. Овде се јављају нови проблеми, пилот губи осећај о учињеној радњи, преко информације пораста силе реакције на палици и педалама, при његовој команди. Тај се осећај мора вештачки симулирати, што је приказано у поглављу „Симулација осећаја силе на палици“. Други је проблем је осетљивост разводника хидропокретача и на најмањи нежељени улаз, што изазива и нежељени отклон крмила. Због дужине механичког кола команди лета, од палице до разводника, тај услов је тешко испунити због зазора у чворовима и због еластичности целог командног кола. Компромисно решење се налази у повећању преклапања клипова разводника и пролазних отвора. На тај начин се повећава толеранција на нежељени улаз у разводник, али се повећава нелинеарност система хидропокретача.

#### Хидраулички покретачи
Хидропокретачи крмила, концепциски су двокоморни (редно интегрисана два цилиндра и два клипа, на заједничкој клипњачи). Разводници су такође редно интегрисани, са клиповима на заједничкој клипњачи и са заједничким улазом. На овај начин је обезбеђена потребна снага, са релативно малим пречником клипова и напајање оба цилиндра са независним системима хидроинсталације. То повећава поузданост рада, са аспекта њиховог напајања, са хидроуљем под потребним притиском. Допунски је обезбеђен и резервни хидро систем, који напаја једну од комора, за нужно управљање авионом при отказу оба основна.
Повратна спрега је механичка, са системом полуга (на слици назначено са плавом бојом), која обезбеђује прецизно позиционо управљање са крмилом. Преносни однос, дефинисан је са кинематиком повратне спреге, дефинише се као појачање исте. Блок шема, на горњој слици, алгоритамски дефинише принцип рада хидрауличког покретача. Са „А“ је означен цилиндар са двоструким клипом, „Б“ је структура повратне спреге и „С“ је упоређивач, који направи разлику између жељеног и стварног помака клипњаче (крмила). Уочена разлика је допунски (корективни) улаз на разводник и такав се одвија процес, све док се грешка (разлика) између жељеног и постигнутог отклона крмила не изједначи са нулом. Хидраулички покретач, бољих перформанси, то брже оствари.
 

Хидраулички покретач је веома поуздан уређај. Поузданост његовог рада једино може да угрози отказ напајања и нечистоће у хидроуљу. Преклапање клипова вентила мора постојати због несавршености механичког кинаматског кола од палице до улаза у вентил. Са друге стране би вентили без икаквог преклапања имали одређено унутрашње цурење хидроуља, што би изазивало корективно померање улаза на њима, па и нестабилност рада. У стварној примени хидропокретача на авионима виших перформанси постоје и аутопилоти и пригушивачи, чији излази (команде) исто пристижу у хидропокретач. То су електронски улази, са ограниченим ауторитетом и они се саопштавају хидропокретачу преко сервовентила. Код електричних команди лета су сви улази електронски сигнали, али потпуног ауторитета (у пуним границама између два крајња отклона крмила).
|  |  |

### Електричне
Механички и хидро–механички системи команди лета, поред тога што су једноставни, имају доста негативности. Ови системи увећавају масу целог авиона, пошто полуге, сајле и котураче имају значајну масу, али и са својим захтевима о крутости структуре која прихвата наслоне њених чворова, индиректно изазива повећавање њених димензија, па и масе авиона. Строги услови производње чворова командних кола испред хидропокретача, поскупљује производњу. Авиони са механичким и хидро–механичким системима морају испунити услове обезбеђења значајне статичке резерве стабилности авиона, што има за последицу већу масу његове структуре, а и директно деградира перформансе лета.
Увођењем електронске везе између пилотске палице/педала и хидропокретача, добијају се значајна побољшања, а уклањају се сви проблеми са полугама, сајлама, котурачама, крутошћу и трењем. Добија се систем брзог одзива (мале временске константе). Поготово се остварују велике користи, када се тај електронски сигнал успут моделира у рачунару, према потребама и захтевима високих перформанси управљања. Механичко деловање пилота на палицу/педале, претвара се у електронски сигнал, који се преко рачунара моделира и спроводи у сервовентил хидропокретача. Сервовентил је потпуног ауторитета, што значи да се са примљеним електронским сигналом може остварити пун ход хидропокретача, односно пун отклон крмила. Преко електронског преноса сигнала, поједностављена је и интеграција пригушивача и аутопилота. Све те електронске сигнале, од палице/педала, пригушивача и аутопилота прихвата и интегрише рачунар, обрађује и моделира по изабраним/оптимизираним законима управљања и шаље резултујући, у серво вентил односно хидропокретач. Свакако је највећа корист од овог система команди лета што испуњава услове безбедног лета авиона и са негативном резервом статичке стабилности (статички нестабилан). Са конфигурацијом статички нестабилног авиона, добијају се далеко боље перформансе, посебно у маневру. Ово је могуће и присутно је већ као стандардардна технологија у многи серијским авионима. Рачунарске технологије и методе оптимизације закона управљања су толико напредовале, да се могу остварити захтеви без ограничења. Без обзира што је то систем са максималном употребом рачунара и технологија оптимизације у управљању, назван је енгл. fly-by-wire control systems, а у српском школству и ваздухопловној струци електричне команде лета. Ова технологија је дуго и опрезно развијана, у стационарним и у летећим лабораторијама, све док није постала довољно поуздана. Прошла је кро фазе развоја на бази аналогне, па дигиталне технологије електронике и кроз више фаза решавања концепција резервације поузданости.
Глобални допринос електричних команди лета, сагледава се у доприносу:
- Оптимизацији аеродинамичких конфигурација за повољан однос узгона и отпора у надзвучном лету.
- Реализацији задате (жељене) статичке и динамичке стабилности, у целој анвелопи лета авиона, што омогућава и лет са тежиштем иза неутралне тачке (недопустива статичка нестабилност у класичној аеродинамици авиона), што побољшава перформансе авиона.
- Оптималном моделирању одговора авиона на пилотову команду (изражену жељу са померањем палице/педала).
- Интеграцији аутопилота, широког спектра функција.
- Реализацији лаке, поуздане и благовремене размене података са системом за навигацију.
- Развоју система команди лета, пошто се лако и у раној фази укључује пилот у тај процес, преко симулатора лета, који почиње да функционише од самог почетка развоја авиона.[6][7][8][9][10][11]

### Управљање са потиском мотора преко електричних сигнала
Дигитални сигнали за управљање са режимом рада мотора омогућују потпуну интеграцију те функције у систем команди лета. На савременим борбених авионима, то је посебно значајно, пошто је обично један пилот у авиону, који је обавезан да сам извршава велики број радњи и још да води борбу. Са интеграцијом свих подсистема, као што су аутостабилизација, навигација, радар, управљање са наоружањем итд. и са уведеном аутоматизацијом, растерећује се пилот од сувишних радњи. На тај начин, пилот се у борби може усредсредити и концентристи само на тај свој примарни задатак. Са савременим интегрисаним софтвером, постиже се оптимално усклађивање потребног потиска мотора за одређени режим лета авиона, у сагласности са осталим системима и са врстом задатка. Пилот није ни заузет нити оптерећен бригом о различитим и многобројним ограничењима. Код комерцијалних авиона, добитак је у рационалности и економичности смањења потрошње горива. Ако је економичнија потрошња горива, авион носи мању његову резерву (мањи је мртав терет), па ће и индиректно мање трошити на режиму крстарења, због мање укупне масе, целог авиона.

#### Систем ХОТАС
Код примене електричних команди лета и интеграције свих система управљања на авиону, створени су услови и за интеграцију саопштавања жеље пилота, преко леве и десне руке, према авионским системима. У тој функцији пилот стално у току лета, држи руке на малим палицама, постављеним лево и десно од његовог седишта. Са леве стране је мала палица за управљање са мотором, са десне стране је мала палица за померање крилаца и крмила хоризонталног репа. Мале командне ручице (палице) имају ергономски подешене рукохвате, за шаке руку, а пилотове подлактице имају одговарајуће наслоне на бочним странама седишта. На рукохватима палица су распоређени командни прекидачи, за управљање са системима опреме и наоружања, у реалном времену. Пилот, током лета и током вођења борбе, држи обе руке на палицама и управља авионом, са његовим системима опреме и са оружјем. Ријеч је о такозваном систему HOTAS (енгл. hands on throtle and stick). Пилот се потпуно сједињује са борбеним авионом, у јединствен динамички систем, преко својих одлука, визуелног праћења циља и истовременог управљања са обема палицама и прекидачима на њима, при борби са непријатељем.

### Трансформација командног сигнала
У почетном степену развоја авијације, било је довољно одредити преносни односи змеђу дужине уздужне путање рукохвата пилотске палице и укупног угла отклона крмила хоризонталног репа и бочне путање палице и укупног угла отклона крилаца, као и отклона педала и отклона крмила вертикалног репа. То су за авионе, на почетном степену развоја, биле константе, пошто је био мали распон њихових брзина лета, од минималне до максималне. Са даљим развојем авијације тај распон је нагло растао, чак се стигло до максималних брзина сагласних Маховом броју од М=2,5, где се и зауставило, због повећаног загревања додирних површина авиона са ваздушном струјом. У оквиру тако великог распона брзина, услови управљања и понашање авиона, драстично су измењени, што није могуће покрити са једноставним полужним или еластичним преносом, константног преносног односа командног система, без допунских уређаја–ускладника. Аеродинамички момент командне површине, око обртне осе (зове се шарнирни момент), драстично се увећава, равнотежни углови отклона (за исти маневар) су знатно смањени и распоред маса у односу на осе авиона знатно је измењен. Ово зачајно мења услове управљања, упоређујући нпр. авионе Поликарпов По-2 и F-22 раптор. Конструктори су били пред задатком да обезбеде пилоту сличан осећај када управљају са било којим од ова два гранична авиона и свих осталих конфигурација у томе распону. Аналогно, као што се са истом возачком дозволом и са истим знањем може возити Трабант и врхунска луксузна лимузина.

#### Промена преносног односа
Код почетног развоја авиона, већ при помаку максималних брзина авиона преко 300 km/h, уочена је значајна промена у условима и у осећају пилота при управљању авионом. Сила на палици/педалама је много увећана због пораста шарнирних момената са порастом брзине. Такође је авион постао преосетљив и на веома мале помаке палице/педала, због смањених потребних равнотежних отклона крмила, са порастом брзине. Тај проблем је код механичких командних система разрешен са „нелинеарним механизмом“. Уградњом овога механизма, постиже се измена градијента хода рукохвата палице по углу отклона крмила {\displaystyle \left({\frac {d{x_{p}}}{d\phi _{h}}}\right)}, са изменом положаја (отклона) палице, по законитости приказаној на скици, датој на слици десно. Овом техником, могао се компромисно решавати овај проблем само у малом распону брзина. Са даљим порастом тога распона и при употреби хидро–покретача прешло се на механизовани систем аутоматске адаптације кинематског преносног односа палица/педале–покретач а и уједно и према опружном механизму за вештачку симулацију силе на палици/педалама. На авионима J-22 Орао и МиГ-21, примењен је механизам АРУ-3В, а на Мигу-29 АРУ-29-2.

#### Симулација осећаја силе на палици
Пилот при управљању авионом мора имати информацију шта ради, а то му саопштава прираст силе на палици при њеном померању, као реакција, на дејство руке на њу, при изражавању жеље о реализацији маневра. Градијент силе на палици по фактору аеродинамичког оптерећења, dFx /dn је кључни параметар управљивости авиона. Пилот такође мора имати информацију о томе, шта је урадио. О томе има повратну информацију преко одговора авиона, што уочава визуелно и преко осећаја оптерећења услед изазваног убрзања. Ако не постоји ова затворена веза пилот–авион, онда тај увезани систем није управљив. Из тих разлога, у случајевима када је нарушен пожељан опсег вредности градијента силе на палици по фактору аеродинамичког оптерећења, приступа се уградњи ускладника у систем команди лета. Са нелинеарним механизмом се донекле очувају пожељне вредности градијента сила на палици по фактору оптерећења. Са порастом распона брзина и са увођењем хидрауличког покретача, неопходна су друга додатна и сложенија решења. Уграђени су, у коло команди лета, уређаји за симулацију силе и за промену преносног односа, са адаптацијом по динамичком и статичком притиску, на принципу аутоматског управљања. Илустровани су принципи развоја и примене тих уређаја са једноставним шемама, на доњој слици.

#### Пригушивачи осцилација авиона
Са развојем авиона, истима се повећавао распон брзине лета. Увећала се и укупна маса, а и променио им се однос у величини трупа и крила. Труп се повећао, а размах крила се смањио. Та трансформација, изазвала је код авиона проблем појаве динамичке нестабилности, у виду слабо пригушених осцилација, при краткопериодичном уздужном и попречно–смерном кретању. Пошто такво понашање авиона није могуће толерисати, предузимају се вештачке мере њиховог лечења. Уведени су, у систем команди лета, уређаји (пригушивачи), са којима се те осцилације пригушују. Динамичко понашање авиона се подешава, са вештачким моделирањем, са функцијом пригушивача. Пригушивач се састоји од логичко рачунарског блока и од извршног механизма. У логичком блоку, са одређеним софтвером, обраде се придошли сигнали са жироскопа {\displaystyle \left({\dot {\theta }},{\dot {\psi }},{\dot {\phi }}\right)}, сагласно са динамичким карактеристикама објекта, чије се осцилаторно кретање пригушује. Оформљени управљачки сигнали, у рачунарском блоку су улаз (наредба) за извршни механизам пригушивача. На различитим нивоима развоја ваздухопловства, различите су биле концепције уградње извршног механизма у ланац командног кола. Код механичких командних система, извршни механизам је био електро или хидраулички брзи покретач, интегрисан у ланац команди као на приказаној шеми на доњој слици. На основу примљеног сигнала, из логичког кола, извршни механизам реализује ограничен помак, са којим се отклања крмило без утицаја пилота у облику хармониске функције, са амплитудом од неколико степени (у границама од -5 до +5 степени). То се назива ограничени ауторитет. На основу софтверске подешености, са методама аутоматског управљања, фазе и учестаности кретања крмила, у односу на нежељено осциловање авиона, исто се пригушује. Код авиона са хидрауличким покретачима, извршни механизам се уграђује као предпокретач испред улаза у разводник. У каснијој фази развоја, појавили су се сервовентили са две врсте улаза, механички и електро. У тој концепцији је олакшана интеграција пригушивача. Једноставно се у сервовентил уводи електронски улаз из логичког блока пригушивача. Код система електричних команди лета, посебно је олакшана интеграција ове функције пригушивача у софтвер моделирања динамичког понашања авиона. Функција пригушивача се овде и губи, као засебна категорија.
Пригушивачи, око све три осе, на авиону Ј-22 Орао, интегрисани су у оквиру рачунарског блока УПСУ, а на МиГ-29 у оквиру САУ-451-04. На овим авионима се директно воде електронски сигнали у сервовентиле хидропокретача.
|  |  |

#### Аутопилот
Под појмом авионског аутопилота, подразумева се уређај за аутоматско одржавање задатих номиналних параметара лета, као што су висина, правац, брзина и тако даље. Аутопилот је интегрисан у систем команди лета авиона. За начине интеграције важи све што је речено за пригушиваче, они се заједно интегрално и решавају. Функција аутопилота је да одржава номинално стање параметара лета, а функција пригушивача је да обезбеди стабилно то стање и квалитетан прелазни процес, при задатом преласку са једног на друго номинално стање. Спецификације аутопилота путничких авиона, веома су захтевне, док за борбене су доста једноставне. За борбене авионе је најважнија функција да га врати у правилан положај, када пилот тренутно изгуби оријентацију, у акробацијама и у току борбе. Код борбених авиона, аутопилот одржава последње задате параметре, које је командовао пилот. На путничким, линијским авионима, аутопилот је интегрисан са системом за навигацију и уређајима за навођење са земље. Принципске шеме, ова два прилаза, илустрована су на доњој слици.
Аутопилот је ограниченог ауторитета, у односу на цео распон отклањања крмила. Код савремених авиона, функције пригушивача и аутопилота интегрисана су у јединствен рачунарско аутоматичарски блок. Код авиона Ј-22 Орао је то УПСУ, код МиГ-29 је САУ-451-04.

### Перспектива даљег развоја
Даљи развој система команди лета је усмерен на повећање поузданости, смањење масе и на смањење трошкова производње и одржавања. Поузданост је значајно повезана за електромагнетно ометање електронског сигнала, скривених грешака у софтверу рачунара и губитка хидронапајања. Решења умножених хидросистема, са цевима укупне велике дужине и великом запремином хидроуља значајно повећава масу и цену авиона.
Истражују се методе препознавања промене карактеристика авиона у ванредним случајевима отказа и оштећења и адаптације команди лета на те нове услове, у циљу очувања управљивости и спашавања летелице. На основу добијених резултата, биће надограђени софтвери команди лета.

#### Пренос сигнала преко оптичких каблова
Класични каблови за пренос електронских сигнала, замењују се са оптичким. Добија се пренос сигнала са већом брзином, заштићен је утицај електромагнетних таласа. У питању је само замена каблова и принципа преноса сигнала, остали принципи електричних команди лета остају исти.

#### Алтернатива за хидросистем
После елиминације дугачких полуга механичког система команди лета, са преносом електричног сигнала од пилота, чине се напори да се по аналогији елиминишу и хидро цеви са уљем. Разматра се враћање примене електро енергије, за покретање крмила, уместо садашње хидрауличке. У условима електричних команди лета измењени су услови и добија предност електрична енергија за напајање покретача, са којима би се лако управљало са новим принципима. Очекују се предности у смањењу масе, повећању поузданости управљања авионом и повољнији услови за интеграцију осталих система. Одсуство хидраулике у великој мери ће смањити и трошкове одржавања. Такав нови систем је примењен на авиону F-35, а и резервни је на Аирбус А380.